# Supercoppa di Lega di Serie C1 2008
La Supercoppa di Lega di Serie C1 2008 è stata la 9ª edizione della Supercoppa di Serie C. Nel torneo si affrontano le vincitrici dei due gironi della Serie C1 2007-2008. L'edizione venne vinta dal Sassuolo, al suo primo successo nella sua storia.

## Squadre partecipanti
Le squadre partecipanti all'edizione 2008:
- Sassuolo Vincitrice girone A di Serie C1 2007-2008
- Salernitana Vincitore girone B di Serie C1 2007-2008

## Formula
La formula prevede che le due squadre si affrontino in una gara di andata ed in una di ritorno, la vincitrice dell'edizione sarà quella che avrà segnato più gol in entrambe le gare. In caso di arrivo a pari reti, la vittoria dell'edizione verrà data alla squadra che ha segnato il maggior numero di gol in trasferta. In caso che anche i gol in trasferta segnati dalle compagini siano uguali, si procederà ai calci di rigore.

## Incontri
| Arbitro: | Baracani (Firenze) |

|  |           |             |
|  | Marcatori | 65’ Ferraro |

| Arbitro: | Peruzzo (Schio) |

|                                               |                      |                                         |
|                                               | Marcatori            | 25’ Selva                               |
| Ferraro Di Napoli Cammarata Di Deo Mammarella | Tiri di rigore 4 – 5 | Selva Erpen Magnanelli Piccioni Tarozzi |